# Jean-Baptiste Prévost
Pour les articles homonymes, voir Prévost.
 (mars 2022).
L'article doit être relu — et modifié si nécessaire — par des contributeurs indépendants pour apporter un regard critique aux contributions effectuées en violation des conditions d'utilisation de Wikipédia, tant sur la forme (notamment concernant le style encyclopédique, la proportionnalité) que sur le fond (la neutralité de point de vue, la qualité et l'indépendance des sources).
Jean-Baptiste Prévost, né le 13 mars 1984 à Rouen, est un militant syndical et politique français, président de l'Union nationale des étudiants de France (UNEF) du 8 décembre 2007 au 8 avril 2011, et membre de différents cabinets ministériels sous la présidence de François Hollande.

## Biographie

### Débuts
Ses parents sont fonctionnaires dans la santé et l'éducation. En avril 2002, alors élève au lycée Corneille de Rouen, Jean-Baptiste Prévost participe aux manifestations spontanées contre Jean-Marie Le Pen au second tour de l'élection présidentielle, ce qui l'amène à militer un bref moment au Mouvement des jeunes socialistes (MJS),.
Il poursuit ses études en master « Affaires publiques » à Sciences Po Paris et en master d'histoire à l'université de Paris 1.

### Entrée en politique
À Sciences Po, Jean-Baptiste Prévost rejoint l'UNEF. Il fait partie du conseil de direction de
l'IEP Paris et de son conseil scientifique. Parallèlement, il est assistant parlementaire du député PS du Val-d’Oise Jean-Pierre Blazy de 2003 à 2004.
Fortement impliqué dans le suivi de la réforme des cursus universitaires, il est repéré par le président de l'UNEF Yassir Fichtali qui l’invite à rejoindre le bureau national en 2004. Il prend en charge les relations internationales de l'UNEF, puis devient membre du comité exécutif de l'Union des étudiants d’Europe. En août 2006, il est suppléant de Sophie Binet sur la liste de l'UNEF élue au Cneser, où il est représentant des étudiants de 2006 à 2008.
En novembre 2007, Jean-Baptiste Prévost est élu vice-président de l'UNEF. Il est issu de la tendance majorité nationale.

### Président de l'UNEF
Le 8 décembre 2007, Jean-Baptiste Prévost, qui présente l'UNEF comme l'« ENA buissonnière », succède à Bruno Julliard à la présidence de l'UNEF,. L'agenda de l'UNEF comprend alors le rapprochement entre universités et grandes écoles, l'intégration dans l'université de toutes les formations post bac, et la réussite en Licence.
En juillet 2009, il mène la fronde de l'UNEF contre le Livre vert pour la jeunesse du Haut commissaire pour la jeunesse Martin Hirsch. À la rentrée 2009, il milite pour la mise en place d'un titre de séjour étudiant pluriannel pour les étudiants étrangers, et pour la régularisation des étudiants sans-papiers. En 2010, il s'érige contre la baisse des aides au logement des étudiants, mesure finalement abandonnée par le gouvernement, ainsi que contre le pouvoir des universités publiques à augmenter leurs frais d'inscription. En octobre 2010, il conduit la mobilisation de l'UNEF dans les journées de manifestation contre la réforme des retraites, avec le collectif La retraite, une affaire de jeunes lancé par l'UNEF en mai de la même année. Il propose alors la prise en compte des années d'études dans le calcul des annuités de cotisation pour la retraite. Durant son mandat, l'UNEF milite pour inciter les entreprises à créer plus d'emplois qualifiés pour les jeunes, dénonce à plusieurs reprises la pratique des frais d'inscription illégaux existant dans les universités, et obtient un dixième mois de bourse pour les étudiants.
À la tête de l'UNEF, il s'affirme pessimiste quant à l'état des études supérieures en France, évoquant une panne de l'ascenseur social en référence aux 40% de taux d'échec en premier cycle universitaire. Il se positionne en faveur d'une allocation d'autonomie fondée sur un principe d'accès universel pour combattre le salariat étudiant. En avril 2011, lors du 82e congrès national de l'UNEF qui se déroule à Montpellier, Jean-Baptiste Prévost est remplacé par Emmanuel Zemmour à la tête du syndicat étudiant.

### Membre de cabinets ministériels
À la suite de sa présidence de l'UNEF, Jean-Baptiste Prévost accède à différentes fonctions au sein de cabinets ministériels sous la présidence de François Hollande.
De 2010 à 2013, il siège au Conseil économique, social et environnemental (CESE). En 2012, il est membre du comité de pilotage des Assises de l'enseignement supérieur et de la recherche, chargé de remettre des propositions de réforme au gouvernement.
En 2013, Jean-Baptiste Prévost est nommé membre du cabinet de Geneviève Fioraso, ministre de l'Enseignement supérieur et de la Recherche, en  qualité de conseiller pour les relations entre l'enseignement supérieur et l'emploi,.
En 2014, il fait campagne pour la réélection du maire socialiste de Rouen, Yvon Robert, sur la liste duquel il figure en 33e position.
À partir de 2014, il est conseiller chargé du social et de la vie étudiante dans le cabinet de Najat Vallaud-Belkacem au Ministère de l'Éducation nationale, de l'Enseignement supérieur et de la Recherche,. De 2015 à 2017, il occupe une fonction similaire au sein du cabinet du secrétaire d'État à l'Enseignement supérieur et à la Recherche, Thierry Mandon,,.
En 2017, après la victoire d'Emmanuel Macron, il ne peut rester au sein dun cabinet ministériel mais parvient à obtenir un contrat de "conseiller de coopération et d’action culturelle"  auprès de l’ambassadeur de France à Malte. La publication dans les médias d’enquêtes sur son comportement choquant vis-à-vis de militantes  de l’Unef conduit le Quai d'Orsay à mettre un terme à ce contrat pendant la période d'essai. Jean-Baptiste Prévost contestera cette décision  devant les juridictions mais son recours sera rejeté par le tribunal administratif de Paris, la cour administrative d'appel, puis finalement le Conseil d’État.

### Accusations d'agressions sexuelles au sein de l'UNEF
Le 19 février 2018, le journal Libération publie une série de témoignages qui accusent plusieurs anciens dirigeants de l'UNEF de faits d'agressions sexuelles, d’harcèlements et de viols entre 2007 et 2015 . En 2017 et 2018, des médias soulignent la violence sexiste et le harcèlement sexuel ayant eu cours au sein de l'organisation étudiante lors de la présidence de Jean-Baptiste Prévost,. Celui-ci aurait favorisé une multitude de dérives. Interrogé, il reconnaît que l'organisation n'était « sans doute pas exempte de reproches », mais conteste les faits qui lui sont reprochés. 
De son côté, Jean-Baptiste Prévost porte une plainte en diffamation contre le journal Libération qui est jugée invalide en première instance le 11 décembre 2020,. Libération est définitivement relaxée des accusations de diffamation le 7 septembre 2023.

## Mandats
- 2007-2011 : Président de l'UNEF
- 2010-2013 : Membre du Conseil économique, social et environnemental (CESE)
- 2013-2014 : Conseiller au cabinet de la ministre de l'Enseignement supérieur et de la Recherche
- 2014-2017 : Conseiller dans le cabinet du ministre de l'Éducation nationale, de l'Enseignement supérieur et de la Recherche
- 2015-2017 : Conseiller dans le cabinet du secrétaire d'État à l'Enseignement supérieur et à la Recherche

## Publications
- Jean-Baptiste Prévost, Qu'est-ce que l'UNEF?  [2e éd. revue et augmentée], Paris, L'Archipel, 2010, 134 p.  (ISBN 978-2-8098-0237-5) (br.)